# Perissus apicicornis
Perissus apicicornis là một loài bọ cánh cứng trong họ Cerambycidae.